# Geir Karlsen
Geir Karlsen (født: 1965), er en norsk forretningsmand. Han er nuværende administrerende direktør og tidligere finansdirektør for Norwegian Air Shuttle, det største flyselskab i Skandinavien og det tredje største lavprisselskab i Europa.
Før han kom til Norwegian Air Shuttle, arbejdede Geir Karlsen for Golden Ocean Group og Songa Offshore. Derefter havde han stillingen som finansdirektør for Navig8-gruppen med base i London.
Fra april 2018 til juli 2019 er han finansdirektør for det skandinaviske flyselskab.
Geir Karlsen har en kandidatgrad i erhvervsøkonomi fra Handelshøyskolen BI.